# Karl Gerhard Steck
Karl Gerhard Steck (* 28. April 1908 in Markt Nordheim; † 6. Juli 1983 in Bad Homburg vor der Höhe) war ein deutscher evangelischer Pfarrer, Mitglied der Bekennenden Kirche (BK) und Hochschullehrer für Systematische Theologie.

## Leben
Steck studierte Ende der 1920er Jahre Evangelische Theologie, darunter in Bonn bei dem Systematiker Karl Barth. Nach erfolgreicher Prüfung absolvierte er 1932 sein Vikariat in München bei Bischof Hans Meiser als theologischer Referent beim Oberkirchenrat. 1936 wurde er als Dozent am Predigerseminar der Bekennenden Kirche in Frankfurt am Main berufen. Dass er ein Theologe mit eigenem Profil war, drückt sich in seiner Bemerkung aus, dass er Vorbehalte gegenüber „doktrinären Barthianern“ habe. 1943 war er Pfarrer in der evangelischen Kirchengemeinde von Sulzbach-Rosenberg.
1948 hatte der Frankfurter Rektor Max Horkheimer angeregt, je einen Lehrstuhl für Katholische und Evangelische Theologie an der Universität einzurichten. So wurde 1952 mit Steck erstmals ein hauptamtlicher ordentlicher Professor für Systematische Theologie an der Johann Wolfgang Goethe-Universität Frankfurt am Main eingesetzt, wo dieser bis 1964 lehrte. 1964 ging er nach Münster bis zu seiner Emeritierung 1980. Von 1980 bis 1983 übernahm er gleichwohl als Emeritus noch einmal einen Lehrauftrag.
Neben seiner vielfältigen Publikationstätigkeit gehörte Steck auch zu den Gründern der BK-Zeitschrift „Die Stimme der Gemeinde“, zu deren Herausgebern er seit 1949 zählte.

## Schriften
- Fragen an das Luthertum, München : Kaiser, 1948
- Kirche und Lehre bei Martin Luther <bis 1525>, [Diss. theol. Göttingen], [1950]
- Politischer Katholizismus als theologisches Problem, München : Kaiser, 1951
- Lehre und Kirche bei dem älteren Luther, o. O., 1952
- Der evangelische Christ und die römische Kirche, München : Kaiser, 1952
- Von der Menschwerdung Gottes in Christus, München : Kaiser, 1954
- Zusammen mit Hans Joachim Iwand und Walter Kreck: Die Verkündigung des Evangeliums und die politische Existenz, München : Kaiser, 1954
- Der Dienst der Meditation und die Aufgabe der Predigt, Göttingen : Vandenhoeck & Ruprecht, 1954
- Luther und die Schwärmer, Zollikon-Zürich : Evangel. Verl., 1955
- Undogmatisches Christentum?, München : Kaiser, 1955
- Und wenn einer von beiden katholisch ist?, Gütersloh : Verl. Kirche u. Mann, [1957]
- Recht und Grenzen kirchlicher Vollmacht, München : Kaiser, 1956
- Der "moderne Katholizismus" und seine Kritiker, München : Kaiser, 1958
- Vom Opfer des Menschen, Wiesbaden : Hessische Landeszentrale f. Heimatdienst, 1958
- Das Gespräch / H. 13. Was trennt uns von der römischen Kirche?, 1958
- Die Idee der Heilsgeschichte. Hofmann, Schlatter, Cullmann, Zollikon : Evang. Verl., 1959
- Zusammen mit Joachim Beckmann: Von Einheit und Wesen der Kirche, Göttingen : Vandenhoeck & Ruprecht, 1960
- Kirche und Öffentlichkeit, München : Kaiser, 1960
- Unter der Herrschaft Christi, München : Kaiser, 1961
- Kirche des Wortes oder Kirche des Lehramts?, Zürich : EVZ-Verl., 1962
- Lehre und Kirche bei Luther, München : Ch. Kaiser, 1963
- Das römische Lehramt und die Heilige Schrift, München : Ch. Kaiser, 1963
- Kritik des politischen Katholizismus, Frankfurt a. M. : Stimme-Verl., 1963
- Zusammen mit Hans Günther Schweigart: Evangelischer Bericht über das römische Konzil bis zur Wahl Pauls VI., Frankfurt a. M. : Stimme-Verl., 1963
- Evangelische Lehrzucht?, München : Ch. Kaiser, 1965
- (mit Karl Herbert): Um evangelische Einheit, Herborn : Oranien Verl., 1967
- (mit Trutz Rendtorff:) Protestantismus und Revolution. - München : Kaiser, 1969
- Karl Barth und die Neuzeit, München : Kaiser, 1973
- Die christliche Wahrheit zwischen Häresie und Konfession, München : Kaiser, 1974
- Umstrittene Versöhnung, München : Kaiser, 1977
- Festschrift zur Feier des 125jährigen Bestehens des Evangelisch-Theologischen Stifts (Hans-Iwand-Haus) in Bonn, <1979>, Bonn : Bouvier, 1980
- Predigtmeditationen, München : Kaiser, 1983

Als Herausgeber
- (mit Wilhelm Schneemelcher): Ecclesia semper reformanda. Theologische Aufsätze. Ernst Wolf zum 50. Geburtstag am 2. August 1952. München : Kaiser, 1952
- Luther. [Auswahl aus seinen Schriften]. Frankfurt/M. : Fischer Bücherei, 1955 (Lizenzausgabe Berlin : Dt. Buchgemeinschaft, 1961)
- Die katholische Lehre von der Kirche (Quellen zur Konfessionskunde H. 5), Lüneburg : Heliand-Verl., 1955
- Martin Luther: Tischreden. München : Goldmann, 1959; 1974
- Hans Joachim Iwand: Gesammelte Aufsätze. Bd. 1: Um den rechten Glauben, München : Kaiser 1959
- Martin Luther: An den christlichen Adel deutscher Nation. - München : Goldmann, 1963
- Hans Joachim Iwand: Nachgelassene Werke / Bd. 6. Briefe an Rudolf Hermann. München : Kaiser 1964 (2. Aufl. 2000)
- Martin Luther: Das Magnifikat. Der 127. Psalm, [1968]
- Luther für Katholiken, München : Kösel, 1969
- Martin Luther: Studienausgabe. Frankfurt a. M. : Fischer-Bücherei, 1970
- Martin Luther: Ausgewählte Schriften. Frankfurt am Main : Fischer-Taschenbuch-Verlag, 1983
- Hans Joachim Iwand: Nachgelassene Werke. Bd. 2. Vorträge und Aufsätze, 2000, 2., neu ausgestattete Aufl.